# День работников металлургической и горнодобывающей промышленности Украины
«День работников металлургической и горнодобывающей промышленности Украины» ( укр. «День працівників металургійної та гірничодобувної промисловості» ) — национальный профессиональный праздник, который отмечается на Украине ежегодно  в третье воскресенье июля.
«День работников металлургической и горнодобывающей промышленности Украины» получил статус официального государственного профессионального праздника в 1993 году вскоре после распада СССР. 3 июня 1993 года первый президент Украины Л. М. Кравчук «в поддержку инициативы работников металлургической и горнодобывающей промышленности Украины», подписал Указ № 187/93 «Про День работников металлургической и горнодобывающей промышленности Украины», который предписывал отмечать этот праздник в третье воскресенье июля. Изначально праздник именовался «День металлурга», но 27 июня 2006 года президент Украины В. А. Ющенко подписал Указ № 584/2006, который предписывал слова «День металлурга» заменить словами «День работников металлургической и горнодобывающей промышленности».
О том, какую роль в экономике Украины играет горное дело (в особенности угольная промышленность и Горнорудная промышленность) и металлургия наглядно говорят слова президента Ющенко сказанные им в 2008 году: 

«Металлургия по праву считается одним из двигателей развития национальной экономики… Уверен, что значительный производственный и интеллектуальный потенциал, инновации в металлургической и горнодобывающей промышленности обеспечат дальнейший экономический расцвет Украины.»

Тогда-же, премьер-министр Украины Ю. В. Тимошенко тоже сказала по этому поводу:

«Правительство будет делать всё, чтобы металлургический комплекс и в дальнейшем оставался значимой составляющей украинской экономики, профессия металлурга была в почёте, а украинский металлург получал заработную плату не меньшую, чем металлург в России или европейских странах…»